# Klas-jagarna
Klas-jagarna var en typ av jagare tillhörande den svenska marinen. Klassen bestod av två fartyg, HMS Klas Horn (3) och HMS Klas Uggla (4) som levererades från Kockums respektive Karlskrona örlogsvarv år 1932. Båda fartygen skadades svårt i Horsfjärdskatastrofen. Klas Uggla blev så skadad att hon skrotades, medan Klas Horn kunde repareras och åter sättas i tjänst.